# Curimus erichsoni
Curimus erichsoni là một loài bọ cánh cứng trong họ Byrrhidae. Loài này được Reitter miêu tả khoa học năm 1881.